# 饿死野兽
饿死野兽（英語：Starve the beast）是美国保守主义者的一项财政手段，目的在于通过削减税收来剥夺政府收入，刻意造成财政预算危机，意图减少联邦政府的支出（而非恢复税收水平）。这种手段短中期的效果，增加了美國國債而非减少开支。
“野兽”一词是指美国政府和投资项目，特别是社会项目；如福利、社会保障、医疗保险和公立学校；通常与军费、执法或监狱的开支无关。
乔治·W·布什政府的减税与赤字开支则是企图“饿死野兽”。布什于2001年说“我们计划减税，这对于财政刺激十分重要，外加限制社会保障（紧急情况除外）。这会对国会造成财政紧缩。它利于纳税人，若你还在担忧一个在过去八年里都保持增长的联邦政府，这无疑是一个正面消息。”奥巴马政府延续了减税政策，对此，奥巴马声称是与国会共和党的“妥协”。

## 历史
1978年7月14日，经济学家艾伦·格林斯潘给美国财政委员会的证词：“让我们记住，减税计划，在目前环境下的基本意图，是通过限制可用税收的总额来抑制支出增长的势头，并且希望这将对赤字开支有所政策性限制。”
当选之前，当时的总统候选人罗纳德·里根，在1980年美国总统竞选辩论时预示了这个策略，说：“约翰·安德森说，首先我们得减少支出，我们才可以减少税收。那好，如果你有了一个奢侈的孩子，你可以随你所愿来训斥他的铺张浪费。或者你也可以减少他的零用钱，并且这样达成目的快得多。” 这种比喻过分简单，无法解释没有近中期借贷限制的孩子的花费。
意指政治中的财政手段（而非它概念上的假设），“饿死野兽”一词最早出现在《华尔街日报》的一篇文章，记者在此引用了一个不透露姓名的里根成员。
政治活动家格罗弗·诺奎斯特撰写了一个宣言，由279位参议员和众议员签署，名叫“纳税人保护承诺”。本宣言声明，在任何情况下，对于对任何人的税收增加，签署人均不会投赞成票。一些未签署的人视之为对共同商议财政以造福国家的绊脚石。

## 分析：经济、学术和“智囊团”
诺贝尔奖得主经济学家詹姆斯·M·布坎南 ，帮助发展了财政幻觉假说，他说“借贷使得支出可以产生直接的政治回报却不招来任何直接的政治成本。”在赤字中的民主（Democracy in Deficit）（1977）一书中，布坎南和理查德·E·瓦格纳认为美国税收体系本质复杂会导致财政幻觉，与每个人都能清楚认识到他们所掌握的政府花销份额的理想体系下产生的情形相比，这会产生更大的公共支出。
一些经验证据表明，饿死野兽，可能会适得其反，使得较低的税收却对应较高的支出。2007年10月，美國全國經濟研究所的克里斯蒂娜D.罗默和戴维·罗默研究发现：“不能证明减税能限制政府开支，甚至结果表明，减税实际上可能增加开支。结果同时认为，政府预算的减税政策的主要作用是导致随后的立法增税。”
自由派的卡托研究所名誉董事长威廉斯·奈斯坎南对“饿死野兽”批评道：如果赤字融资占政府开支的20％，那么，公民就视政府服务为贴现。流行于20%折扣牌价的服务在全价牌价上就不那么受欢迎。他推测更高的收入可能限制支出，并且1981-2005年数据为此估计提供了有力的统计上的支持。 另一个卡托研究员迈克尔·纽在不同时期以更严格的对于开支的定义（非国防自由支配的开支）检验了奈斯坎南模型，并到得到类似的结论。

1981年7月，里根在白宫椭圆形办公室发表电视讲话，概述了他的减税计划

雪城大学教授伦纳德·E·伯曼在2010年7月向美国参议院委员会证实道：“我的猜测是，如果布什总统为支付伊拉克战争而宣布了新的战争附加税，或者为处方药补贴而宣布提高医保工资税率，两项提案都不会太受欢迎。鉴于在大量的施加压力后，处方药福利才仅以一票的优势通过国会，那么似乎伴随着增税通过国会就完全不太可能了。'Starve the beast'无用。”
罗纳德·里根总统的前国内政策顾问，历史学家布鲁斯·巴特利特 ，称Starve the beast为“史上最恶劣的财政主义”，并指责它自20世纪80年代以来增加了美国政府的债务。

## 政治评论

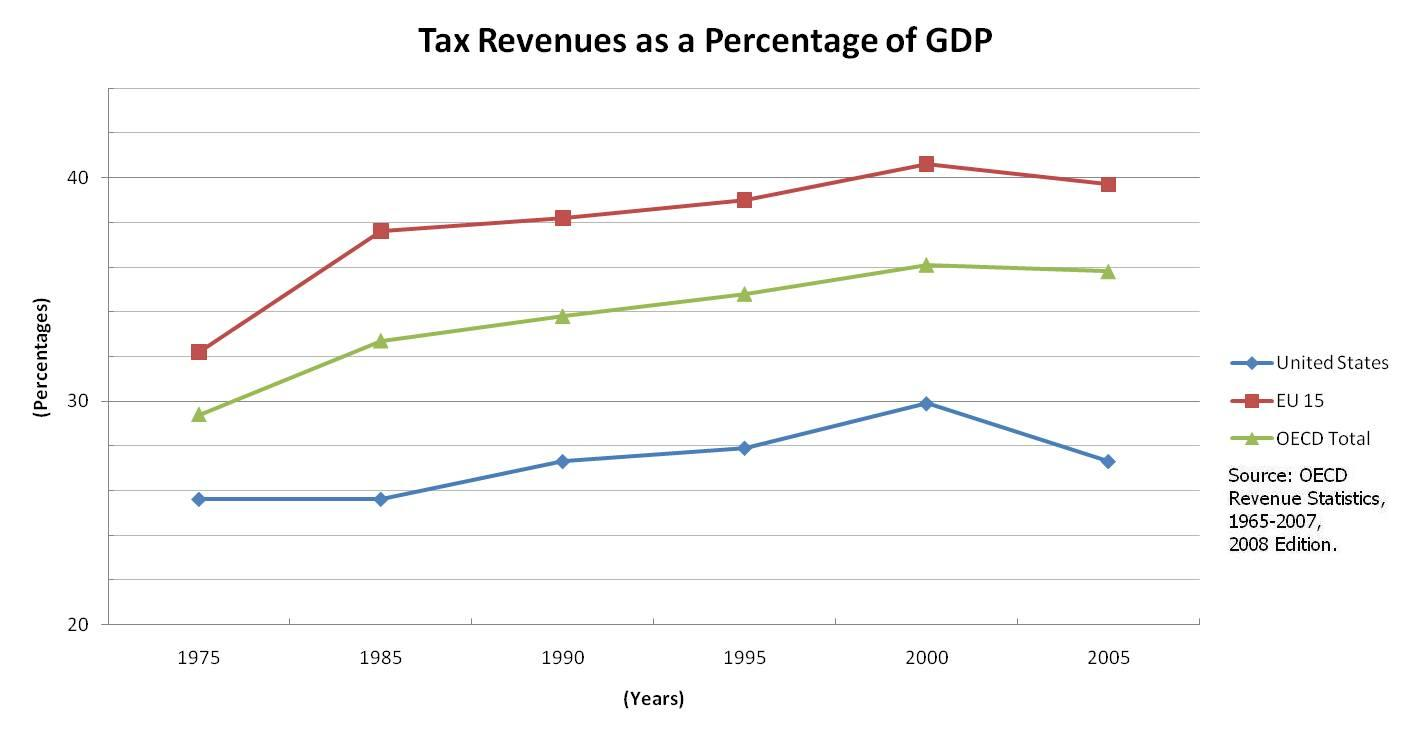
与经合组织和欧盟15国相比，总税收占美国GDP的百分比。

美国前副总统候选人佩林明确主张：“饿死野兽，请国会别再制造麻烦了，别提供慷慨的资金，我们需要减税。” 参议院财政委员会成员、美国参议员乔恩·凯尔 （R-AZ）指出：“不应该弥补，经过深思熟虑后决定减税而产生的成本。” 
对此手段知名的支持者，活动家格罗弗·诺奎斯特，他有一句名言说，“我的目标是二十五年内縮小一半的政府，好让它能小得能完全泡在浴缸里。”  
经济学家保羅·克魯格曼在2010年2月总结了本策略：“并非支持不受欢迎的开支削减，共和党意图明确，为加剧政府的财政状况，将推动受欢迎的减税政策。削减开支可能被出售，而不是一个选择的必要性，只有这样才能消除不可持续的财政赤字。”他写道：“…野兽如计划挨饿…”、“共和党认为，必须消除赤字，但他们在任何主要政府项目上既不愿增税，也不支持削减。他们不愿参与严肃的两党讨论，而且可能因为会被迫使解释他们的计划，所以除了夺回权力外，也就没有任何计划。”

## 喂养野兽
有个相关的主张，称为“喂养野兽”（Feed the Beast），即通过增加税收来达到收支平衡，结果却使得政府花费了流入的资金。经济学家斯蒂芬·穆尔和理查德·维德在《华尔街日报》写到，据他们的研究发现，多一分钱收入，就多一分钱的支出。经济学家和作家布鲁斯·巴特利特在《财政时报》中对他们的结论提出异议，他说，在上世纪90年代的增税，有助于90年代末期的财政紧缩。

## 阅读延伸
- The Word Spy – starve the beast （页面存档备份，存于）
- The "No New Taxes" Pledge
- “Starve the Beast:" Origins and Development of a Budgetary Metaphor （页面存档备份，存于）
- Stoking the Beast （页面存档备份，存于）
- The Real Reason We Need a Tax Cut